# 100
100 (стотната) година е високосна година, започваща в сряда според юлианския календар.

## Събития
- Бъдещият император Адриан сключва брак с Вибия Сабина.

## Родени
- Клавдий Птолемей, египетски учен († 170 г.)
- Марк Корнелий Фронтон, политик и сенатор на Римската империя († 170 г.)

## Починали
- Ирод Агрипа II, цар на Юдея (р. 28 г.)
- Аполоний Тиански, древвногръчки философ (р. ок. 15 г.)
- Йосиф Флавий, еврейско-римски историк (р. 37 г.)
- Йоан Богослов, един от 12-те апостоли на Иисус Христос